# Список земноводных, отмеченных в национальном парке Грейт-Смоки-Маунтинс
Список земноводных, отмеченных в национальном парке Грейт-Смоки-Маунтинс.

## Бесхвостые

### Жабы
- Американская жаба (Bufo americanus)
- Bufo fowleri

### Квакши
- Щёлкающая квакша (Acris crepitans)
- Серая квакша (Hyla chrysoscelis)
- Pseudacris crucifer
- Трёхполосая квакша (Pseudacris triseriata)

### Узкороты
- Каролинка (Gastrophryne carolinensis)

### Чесночницы
- Лопатоног Холбрука (Scaphiopus holbrooki)

### Настоящие лягушки
- Лягушка-бык (Rana catesbeiana)
- Крикливая лягушка (Rana clamitans)
- Ядовитая лягушка (Rana palustris)
- Южная леопардовая лягушка (Rana sphenocephala)
- Лесная лягушка (Rana sylvatica)

## Хвостатые земноводные

### Амбистомовые
- Жёлтопятнистая амбистома (Ambystoma maculatum)
- Мраморная амбистома (Ambystoma opacum)
- Кротовидная амбистома (Ambystoma talpoideum)

### Скрытожаберники
- Аллеганский скрытожаберник (Cryptobranchus alleganiensis)

### Протеи
- Американский протей (Necturus maculosus)

### Безлёгочные саламандры
- Зелёная саламандра (Aneides aeneus) (последние документальные свидетельства более 70 лет назад)
- Подстилочная саламандра (Desmognathus aeneus)
- Лопатоногая саламандра (Desmognathus conanti)
- Саламандра-имитатор (Desmognathus imitator)
- Лопатоголовая саламандра (Desmognathus marmoratus)
- Тюленья саламандра (Desmognathus monticola)
- Desmognathus ocoee
- Чернобрюхая саламандра (Desmognathus quadramaculatus)
- Южноаппалачская саламандра (Desmognathus santeetlah)
- Крохотная саламандра (Desmognathus wrighti)
- Eurycea guttolineata
- Пунктирная саламандра (Eurycea junaluska)
- Долгохвостая саламандра (Eurycea longicauda)
- Сумеречная саламандра (Eurycea lucifuga)
- Eurycea wilderae
- Родниковая саламандра (Gyrinophilus porphyriticus)
- Четырёхпалая саламандра (Hemidactylium scutatum)
- Серебристая саламандра (Plethodon glutinosus)
- Аппалачская саламандра (Plethodon jordani)
- Plethodon metcalfi
- Краснополосая саламандра (Plethodon serratus)
- Plethodon teyahalee
- Plethodon ventralis
- Ложный тритон (Pseudotriton montanus)
- Красный тритон (Pseudotriton ruber)

### Настоящие саламандры
- Зеленоватый тритон (Notophthalmus viridescens)